# Megalopinus
Die Gattung Megalopinus gehört zur Familie der Kurzflügler (Staphylinidae), sie kommt weltweit in den Tropen und in Amerika auch bis in die gemäßigten Breiten vor. In Europa ist diese Gattung nicht verbreitet. Die Gattung umfasst über 400 räuberische Arten, die zumeist an Baumpilzen auf Totholz kleinere Organismen jagen.
Der Name der Gattung geht auf den deutschen Arzt und Entomologen Felix Eichelbaum zurück.

## Merkmale
Die Käfer erreichen eine Körperlänge von 2 bis 8 Millimetern und weisen den typischen Habitus der Staphyliniden auf. Ihre Komplexaugen sind sehr groß, treten deutlich hervor und nehmen fast die gesamte Seite des Kopfes ein. Der gedrungene, zumeist dunkel, teilweise auch bunt gefärbte Körper ist auf dem Halsschild meist stark und dicht punktförmig strukturiert. Der übrige Körper weist, bis auf oftmals die Flügeldecken, wenig Punktur auf. Die Fühler sind an der Stirn zwischen den Komplexaugen eingesenkt, die letzten 3 Fühlersegmente sind zu einer Art Keule umgebildet. Weibchen weisen dabei oftmals kleinere letzte Führersegmente auf. Die Tarsen sind fünfgliedrig. Die einzelnen Arten sehen einander sehr ähnlich und sind nur schwer voneinander zu unterscheiden. Viele Arten sind zudem farbvariabel. Eine eindeutige Artbestimmung ist nur durch die Präparation des männlichen Genitals möglich.

## Arten (Auswahl)
Megalopinus puthzianus Mainda, 2024
Megalopinus lingafelteri Mainda, 2023